# 2025年バーレーングランプリ
2025年バーレーングランプリ（英: 2025 Bahrain Grand Prix、正式名称: Formula 1 Gulf Air Bahrain Grand Prix 2025）は、2025年のF1世界選手権の第4戦として、2025年4月13日にバーレーン・インターナショナル・サーキットのグランプリ・トラックで開催された。

## 背景
タイヤ
ピレリが持ち込んだドライ用タイヤのコンパウンドはハード（白）：C1、ミディアム（黄）：C2、ソフト（赤）：C3のハード寄りの組み合わせ。
| ドライ用   | ドライ用       | ドライ用   | ウェット用           | ウェット用   |
| C1         | C2             | C3         | インターミディエイト | フルウェット |
| ---------- | -------------- | ---------- | -------------------- | ------------ |
| （ハード） | （ミディアム） | （ソフト） | （小雨用）           | （大雨用）   |
DRS：3箇所
※（　）内は検知ポイント
- DRS1：ターン3より23m先から（ターン1の50m手前）
- DRS2：ターン10より50m先から（ターン9より10m手前）
- DRS3：ターン15より170m先から（ターン14より110m手前）

## エントリー
フリープラクティスドライバー
（特記のないチームについての出典: ）
各チームともルーキードライバー（過去のF1選手権レースの出走が2回までのドライバーが対象）を年間4回（1台あたり2回）金曜日のセッションで起用する義務に基づき、以下のドライバーがFP1に参加する。
- フェラーリ: フェラーリ・ドライバー・アカデミー（FDA）に在籍するディーノ・ベガノヴィッチがFP1に参加する。
- レッドブル: レッドブルの兄弟チームであるレーシングブルズ（VCARB）のリザーブドライバーを務める岩佐歩夢が、マックス・フェルスタッペンに代わってFP1を走行する。岩佐は前年の日本GPとアブダビGPでVCARBからFP1に参加しており、今回が3度目のFP1であるが、レッドブルでの走行は初となる。
- メルセデス: リザーブドライバーのフレデリック・ヴェスティがFP1に参加する。
- アストンマーティン: テスト兼リザーブドライバーのフェリペ・ドルゴヴィッチが自身6回目のFP1に参加する。
- ハース: 前戦日本GPでアルピーヌからFP1に参加した平川亮が、同GPの決勝翌日（4月7日）に所属元のトヨタ・ガズー・レーシングと提携しているハースに移り、FP1に参加する。
- ウィリアムズ: ウィリアムズ・ドライバー・アカデミーに在籍するルーク・ブラウニングがFP1に初参加する。

## フリー走行

### FP1
2025年4月11日 14:30 AST(UTC+3)
（特記のない出典: ）
- 気温35度、路面温度48度、晴、ドライ

エントリーの節でも触れた通り、FP1のみ走行するドライバーが6人参加する。レッドブルはマックス・フェルスタッペンに代わって岩佐歩夢が角田裕毅とともに走り、前週に行われた日本GPのFP1でアルピーヌを走らせた平川亮がハースに移って最初のFP1へ参加したことにより、公式セッションでは2007年ブラジルGP（佐藤琢磨（スーパーアグリ）、中嶋一貴（ウィリアムズ）、山本左近（スパイカー））以来となる3人の日本人ドライバーが走行することとなった。
今回のバーレーンや次週開催されるサウジアラビアをはじめとしたイスラム教国でラマダーンが3月に実施されたため、例年より1ヶ月遅れて開催されていることもあり、30度を超える猛暑の中行われた。アンドレア・キミ・アントネッリは序盤にパワーが上がらないと無線で訴え、わずか3周しか走れなかった。角田はピットレーンでガレージから出たアレクサンダー・アルボンを抜いた件で審議対象となった。
今回FP1のみを走行した6名は順調に周回をこなし、最高位はルーク・ブラウニング（ウィリアムズ）の13番手となった。平川は17番手、岩佐は19番手で走行を終えた。

### FP2
2025年4月11日 18:00 AST(UTC+3)
（特記のない出典: ）
- 気温30度、路面温度36度、夜間、ドライ

日が沈み、予選や決勝と同じ時間帯であるため各車とも予選想定の走行から決勝想定のロングランを精力的にこなした。マクラーレン勢が1-2を独占し、レーシングブルズのアイザック・ハジャーがマックス・フェルスタッペンを1つ上回る6番手をマークした。角田は18番手。

### FP3
2025年4月12日 15:30 AST(UTC+3)
（特記のない出典: ）
- 気温33度、路面温度44度、晴、ドライ

前日のFP1同様猛暑の中始まり、各車ともコースに現れだしたのは開始から20分を過ぎてからだった。30分頃にニコ・ヒュルケンベルグがトラブルによりコース脇にマシンを止め、バーチャルセーフティカー（VSC）が一時出された。セッションが終わりに近づくと予選想定のプログラムを実行し、マクラーレン勢が圧倒的な速さを見せた。角田も予選想定の走行を試みたがコースオフしてしまい、タイムを更新できず最下位に終わった。

### 各セッションの順位
| 順位  | ドライバー   | コンストラクター | タイム   |
| ----- | ------------ | ---------------- | -------- |
| 1     | L.ノリス     | マクラーレン     | 1:33.204 |
| 2     | P.ガスリー   | アルピーヌ       | 1:33.442 |
| 3     | L.ハミルトン | フェラーリ       | 1:33.800 |
| 4     | A.アルボン   | ウィリアムズ     | 1:33.928 |
| 5     | E.オコン     | ハース           | 1:34.184 |
| 出典: |              |                  |          |

| 順位  | ドライバー       | コンストラクター | タイム   |
| ----- | ---------------- | ---------------- | -------- |
| 1     | O.ピアストリ     | マクラーレン     | 1:30.505 |
| 2     | L.ノリス         | マクラーレン     | 1:30.659 |
| 3     | G.ラッセル       | メルセデス       | 1:31.032 |
| 4     | C.ルクレール     | フェラーリ       | 1:31.045 |
| 5     | A.K.アントネッリ | メルセデス       | 1:31.227 |
| 出典: |                  |                  |          |

| FP3 \| 順位 \| ドライバー \| コンストラクター \| タイム \| \| ---------- \| ---------------- \| ---------------- \| -------- \| \| 1 \| O.ピアストリ \| マクラーレン \| 1:31.646 \| \| 2 \| L.ノリス \| マクラーレン \| 1:32.314 \| \| 3 \| C.ルクレール \| フェラーリ \| 1:32.480 \| \| 4 \| G.ラッセル \| メルセデス \| 1:32.827 \| \| 5 \| A.K.アントネッリ \| メルセデス \| 1:32.916 \| \| 出典: [16] \| \| \| \| | - 注: いずれもトップ5まで掲載。 |                  |          |
| 順位 | ドライバー                      | コンストラクター | タイム   |
| 1 | O.ピアストリ                    | マクラーレン     | 1:31.646 |
| 2 | L.ノリス                        | マクラーレン     | 1:32.314 |
| 3 | C.ルクレール                    | フェラーリ       | 1:32.480 |
| 4 | G.ラッセル                      | メルセデス       | 1:32.827 |
| 5 | A.K.アントネッリ                | メルセデス       | 1:32.916 |
| 出典: |                                 |                  |          |

## 予選
2025年4月12日 19:00 AST(UTC+3)
（特記のない出典: ）
- 気温26度、路面温度31度、夜間、ドライ

オスカー・ピアストリが今季2回目のポールポジションを獲得した。2番手に続いたのはジョージ・ラッセルだったが、ラッセルとアンドレア・キミ・アントネッリのメルセデス勢はQ2でエステバン・オコンがクラッシュした際に出された赤旗の解除によりセッションが再開される前にガレージを飛び出してしまったことがレギュレーションに抵触し、両者とも1グリッド降格のペナルティが科せられた。これにより3番手のシャルル・ルクレールが2番手に繰り上がり、ピアストリと共にフロントローに並ぶ。この時点で唯一無得点で最下位に甘んじるアルピーヌのピエール・ガスリーが5番手（メルセデス勢のグリッド降格により4番手に繰り上がり）に食い込む一方、ランド・ノリスはミスもあって6番手と振るわず、前戦日本GPでポールポジションを獲得したマックス・フェルスタッペンはノリスに続く7番手がやっとで、角田裕毅はレッドブル移籍後初めてQ3に進出したが、10番手に終わった。
ニコ・ヒュルケンベルグはQ1でアレクサンダー・アルボンを上回る1分31秒998を記録してQ2に進出できる権利を得た。しかし、そのタイムがトラックリミット違反によって無効となりアルボンがQ2進出となるはずだったが、この裁定が出た時点で既にQ2が開始されてしまったため、結果的にヒュルケンベルグがQ2に参加した。このためアルボンはQ2に参加できず、ウィリアムズの怒りを買った。FIAは「トラックリミット違反の報告が遅すぎたため、レーススチュワードが国際モータースポーツ競技規則に基づき、結果を修正することを決定した」と説明し非を認めた。

### 予選結果
| 順位                                            | No. | ドライバー                     | コンストラクター                        | Q1       | Q2                | Q3       | Grid |
| ----------------------------------------------- | --- | ------------------------------ | --------------------------------------- | -------- | ----------------- | -------- | ---- |
| 1                                               | 81  | オスカー・ピアストリ           | マクラーレン-メルセデス                 | 1:31.392 | 1:30.454          | 1:29.841 | 1    |
| 2                                               | 63  | ジョージ・ラッセル             | メルセデス                              | 1:31.494 | 1:30.664          | 1:30.009 | 3 1  |
| 3                                               | 16  | シャルル・ルクレール           | フェラーリ                              | 1:31.454 | 1:30.724          | 1:30.175 | 2    |
| 4                                               | 12  | アンドレア・キミ・アントネッリ | メルセデス                              | 1:31.415 | 1:30.716          | 1:30.213 | 5 1  |
| 5                                               | 10  | ピエール・ガスリー             | アルピーヌ-ルノー                       | 1:31.462 | 1:30.643          | 1:30.216 | 4    |
| 6                                               | 4   | ランド・ノリス                 | マクラーレン-メルセデス                 | 1:31.107 | 1:30.560          | 1:30.267 | 6    |
| 7                                               | 1   | マックス・フェルスタッペン     | レッドブル-ホンダ・RBPT                 | 1:31.303 | 1:31.019          | 1:30.423 | 7    |
| 8                                               | 55  | カルロス・サインツ             | ウィリアムズ-メルセデス                 | 1:31.591 | 1:30.844          | 1:30.680 | 8    |
| 9                                               | 44  | ルイス・ハミルトン             | フェラーリ                              | 1:31.219 | 1:31.009          | 1:30.772 | 9    |
| 10                                              | 22  | 角田裕毅                       | レッドブル-ホンダ・RBPT                 | 1:31.751 | 1:31.228          | 1:31.303 | 10   |
| 11                                              | 7   | ジャック・ドゥーハン           | アルピーヌ-ルノー                       | 1:31.414 | 1:31.245          | n/a      | 11   |
| 12                                              | 6   | アイザック・ハジャー           | レーシングブルズ-ホンダ・RBPT           | 1:31.591 | 1:31.271          | n/a      | 12   |
| 13                                              | 14  | フェルナンド・アロンソ         | アストンマーティン・アラムコ-メルセデス | 1:31.634 | 1:31.886          | n/a      | 13   |
| 14                                              | 31  | エステバン・オコン             | ハース-フェラーリ                       | 1:31.594 | DNF               | n/a      | 14   |
| 15                                              | 23  | アレクサンダー・アルボン       | ウィリアムズ-メルセデス                 | 1:32.040 | 9:59.999 [ 注 3 ] | n/a      | 15   |
| 16                                              | 27  | ニコ・ヒュルケンベルグ         | キック・ザウバー-フェラーリ             | 1:32.067 | n/a               | n/a      | 16   |
| 17                                              | 30  | リアム・ローソン               | レーシングブルズ-ホンダ・RBPT           | 1:32.165 | n/a               | n/a      | 17   |
| 18                                              | 5   | ガブリエル・ボルトレト         | キック・ザウバー-フェラーリ             | 1:32.186 | n/a               | n/a      | 18   |
| 19                                              | 18  | ランス・ストロール             | アストンマーティン・アラムコ-メルセデス | 1:32.283 | n/a               | n/a      | 19   |
| 20                                              | 87  | オリバー・ベアマン             | ハース-フェラーリ                       | 1:32.373 | n/a               | n/a      | 20   |
| 107% time（Q1のトップタイムから107%）: 1:37.484 |     |                                |                                         |          |                   |          |      |
| 出典:                                           |     |                                |                                         |          |                   |          |      |

追記
- ^1 - メルセデス勢（ラッセルとアントネッリ）はQ2のセッション再開前にピットレーンに出てしまったため1グリッド降格。

## 決勝
2025年4月13日 18:00 AST(UTC+3)
（特記のない出典: ）
- 気温27度、路面温度32度、夜間、ドライ

オスカー・ピアストリが終始レースを支配し、ポール・トゥ・ウィンで今季2勝目を挙げるとともに、マクラーレンの全株式を持つバーレーンの政府系ファンド「マムタラカト」にチーム初のバーレーンGP優勝を捧げた。ジョージ・ラッセルはランド・ノリスを抑えきって2位を守り、マクラーレンの1-2フィニッシュを阻止した。ラッセルはDRSが使用できない箇所で誤動作を起こすトラブルに見舞われ、レース後に審議の対象となったがお咎め無しとなった。ノリスは好スタートを決めたが、グリッドの前方からスタートしたため5秒のタイムペナルティが科せられた。しかし、レース終盤の追い上げでシャルル・ルクレールをオーバーテイクして3位まで挽回し、2位のラッセルにも迫ったが及ばなかった。
レッドブル勢はペース不足に加えてタイヤ交換に手間取るなどチーム側のミスも目立ち、マックス・フェルスタッペンは一時最下位まで順位を落としたが、最終ラップでピエール・ガスリーを抜いて6位、角田裕毅は9位で移籍後初入賞を果たした。ここまで唯一無得点だったアルピーヌだったが、ガスリーの入賞により全10チームがポイントを獲得した。
ニコ・ヒュルケンベルグはレース後の車検で、マシン下面にあるスキッドブロックのプランクアセンブリーが摩耗により規定の9mmを下回ったため失格処分が下された。これは第2戦中国GPで失格処分を受けたルイス・ハミルトンと同様の理由である。

### レース結果
| 順位                                                          | No. | ドライバー                     | コンストラクター                        | 周回数 | タイム/リタイア原因 | Grid | Pts. |
| ------------------------------------------------------------- | --- | ------------------------------ | --------------------------------------- | ------ | ------------------- | ---- | ---- |
| 1                                                             | 81  | オスカー・ピアストリ           | マクラーレン-メルセデス                 | 57     | 1:35:39.435         | 1    | 25   |
| 2                                                             | 63  | ジョージ・ラッセル             | メルセデス                              | 57     | +15.499             | 3    | 18   |
| 3                                                             | 4   | ランド・ノリス 1               | マクラーレン-メルセデス                 | 57     | +16.273             | 6    | 15   |
| 4                                                             | 16  | シャルル・ルクレール           | フェラーリ                              | 57     | +19.679             | 2    | 12   |
| 5                                                             | 44  | ルイス・ハミルトン             | フェラーリ                              | 57     | +27.993             | 9    | 10   |
| 6                                                             | 1   | マックス・フェルスタッペン     | レッドブル-ホンダ・RBPT                 | 57     | +34.395             | 7    | 8    |
| 7                                                             | 10  | ピエール・ガスリー             | アルピーヌ-ルノー                       | 57     | +36.002             | 4    | 6    |
| 8                                                             | 31  | エステバン・オコン             | ハース-フェラーリ                       | 57     | +44.244             | 14   | 4    |
| 9                                                             | 22  | 角田裕毅                       | レッドブル-ホンダ・RBPT                 | 57     | +45.061             | 10   | 2    |
| 10                                                            | 87  | オリバー・ベアマン             | ハース-フェラーリ                       | 57     | +47.594             | 20   | 1    |
| 11                                                            | 12  | アンドレア・キミ・アントネッリ | メルセデス                              | 57     | +48.016             | 5    |      |
| 12                                                            | 23  | アレクサンダー・アルボン       | ウィリアムズ-メルセデス                 | 57     | +48.839             | 15   |      |
| 13                                                            | 6   | アイザック・ハジャー           | レーシングブルズ-ホンダ・RBPT           | 57     | +56.314             | 12   |      |
| 14                                                            | 7   | ジャック・ドゥーハン           | アルピーヌ-ルノー                       | 57     | +57.806 2           | 11   |      |
| 15                                                            | 14  | フェルナンド・アロンソ         | アストンマーティン・アラムコ-メルセデス | 57     | +1:00.340           | 13   |      |
| 16                                                            | 30  | リアム・ローソン               | レーシングブルズ-ホンダ・RBPT           | 57     | +1:04.435 3         | 17   |      |
| 17                                                            | 18  | ランス・ストロール             | アストンマーティン・アラムコ-メルセデス | 57     | +1:05.489           | 19   |      |
| 18                                                            | 5   | ガブリエル・ボルトレト         | キック・ザウバー-フェラーリ             | 57     | +1:06.872           | 18   |      |
| Ret                                                           | 55  | カルロス・サインツ 4           | ウィリアムズ-メルセデス                 | 45     | 接触ダメージ        | 8    |      |
| DSQ                                                           | 27  | ニコ・ヒュルケンベルグ 5       | キック・ザウバー-フェラーリ             | 57     | 失格                | 16   |      |
| 優勝スピード（勝者ピアストリの平均速度）: 193.339 km/h        |     |                                |                                         |        |                     |      |      |
| ファステストラップ: オスカー・ピアストリ - 1:35.140（36周目） |     |                                |                                         |        |                     |      |      |
| 出典:                                                         |     |                                |                                         |        |                     |      |      |

追記
- ^1 - ノリスは正しいスタート位置からスタートしなかったため、5秒のタイムペナルティ（ピットインで消化）。
- ^2 - ドゥーハンは4回のトラックリミット違反を犯したため、5秒のタイムペナルティ（ペナルティ未消化のため、レースタイムに5秒加算）。
- ^3 - ローソンは以下2件のペナルティが科せられ、合計15秒のタイムペナルティを消化しなかったため、レースタイムに15秒が加算された。
  - ターン2でストロールと接触した件の責任を問われ、5秒のタイムペナルティとペナルティポイント1点（累積3点）。
  - ターン1でヒュルケンベルグと接触した件の責任を問われ、10秒のタイムペナルティとペナルティポイント2点（累積5点）。

- ^4 - サインツはターン10でアントネッリをコース外に押し出したため、10秒のタイムペナルティ（ピットインで消化）とペナルティポイント2点（累積3点）が科せられた。
- ^5 - ヒュルケンベルグはレース後の車検で、マシン下面のスキッドブロックのプランクが規定の9mmを越えて摩耗していたため失格。

ラップリーダー
※太字は最多ラップリーダー
- オスカー・ピアストリ - 54周 (1-14, 18-57)
- シャルル・ルクレール - 3周 (15-17)

## 主な記録
（特記のない出典: ）

### ドライバー
- 初ハットトリック[47][注 6] / 50戦目の出走: オスカー・ピアストリ
- 30回目の表彰台: ランド・ノリス

### コンストラクター
- バーレーンGP初勝利: マクラーレン[26]

### エンジン
- 50戦目の出走: ホンダ・RBPT

## 第4戦終了時点のランキング
|       | 順位 | ドライバー                 | ポイント |
| ----- | ---- | -------------------------- | -------- |
|       | 1    | ランド・ノリス             | 77       |
| 1     | 2    | オスカー・ピアストリ       | 74       |
| 1     | 3    | マックス・フェルスタッペン | 69       |
|       | 4    | ジョージ・ラッセル         | 63       |
| 1     | 5    | シャルル・ルクレール       | 32       |
| 出典: |      |                            |          |

|       | 順位 | コンストラクター        | ポイント |
| ----- | ---- | ----------------------- | -------- |
|       | 1    | マクラーレン-メルセデス | 151      |
|       | 2    | メルセデス              | 93       |
|       | 3    | レッドブル-ホンダ・RBPT | 71       |
|       | 4    | フェラーリ              | 57       |
| 1     | 5    | ハース-フェラーリ       | 20       |
| 出典: |      |                         |          |

- 注：いずれもトップ5まで掲載。